# Sjögarpesjön
Sjögarpesjön är en sjö i Boxholms kommun i Östergötland och ingår i Motala ströms huvudavrinningsområde. Sjön har en area på 0,831 kvadratkilometer och ligger 142 meter över havet.

## Delavrinningsområde
Sjögarpesjön ingår i det delavrinningsområde (645585-145398) som SMHI kallar för Ovan Lillån. Medelhöjden är 153 meter över havet och ytan är 48,99 kvadratkilometer. Räknas de 152 avrinningsområdena uppströms in blir den ackumulerade arean 1 954,11 kvadratkilometer. Svartån som avvattnar avrinningsområdet har biflödesordning 2, vilket innebär att vattnet flödar genom totalt 2 vattendrag innan det når havet efter 134 kilometer. Avrinningsområdet består mestadels av skog (65 procent) och jordbruk (18 procent). Avrinningsområdet har 1,04 kvadratkilometer vattenytor vilket ger det en sjöprocent på 2,1 procent. Bebyggelsen i området täcker en yta av 3,5 kvadratkilometer eller 7 procent av avrinningsområdet.